# Slovo (album)
Slovo (ruski: Слово, "Riječ") je šesti studijski album ruskog pagan metal sastava Arkona. Diskografska kuća Napalm Records objavila ga je 26. kolovoza 2011. godine. Na uratku su se pojavili akademski zbor i komorni orkestar.

## Popis pjesama
Tekstovi i glazba: Masha "Scream", osim za pjesmu "Zimushka", koja je tradicionalnoga podrijetla. 
| 1.    | »Az'« (Азъ; instrumental)                   | Ja               | 2:11 |
| 2.    | »Arkaim« (Аркаим)                           |                  | 5:53 |
| 3.    | »Bol'no mne« (Больно мне)                   | Boli me          | 5:40 |
| 4.    | »Leshiy« (Леший)                            | Lešij            | 4:25 |
| 5.    | »Zakliatie« (Заклятие)                      | Čaranje          | 5:14 |
| 6.    | »Predok« (Предок)                           | Predak           | 2:13 |
| 7.    | »Nikogda« (Никогда)                         | Nikada           | 4:45 |
| 8.    | »Tam za tumanami« (Там, за туманами)        | Iza magle        | 3:52 |
| 9.    | »Potomok« (Потомок)                         | Potomak          | 0:54 |
| 10.   | »Slovo« (Слово)                             | Riječ            | 5:28 |
| 11.   | »Odna« (Одна)                               | Sȃm              | 5:51 |
| 12.   | »Vo moiom sadochke...« (Во моём садочке...) | U mojemu vrtu... | 2:34 |
| 13.   | »Stenka na stenku« (Стенка на стенку)       | Zid do zida      | 2:35 |
| 14.   | »Zimushka« (Зимушка)                        | Zima             | 5:49 |
| 57:24 |                                             |                  |      |

## Recenzije
Webzin Jukebox Metal komentirao je da je album "maštovit i živahan", ali je kritizirao manjak glazbene dosljednosti i identiteta. Njemačka inačica časopisa Metal Hammer bila je naklonjenija uratku, pohvalila je evoluciju u glazbenoj kvaliteti grupe i napisala da su skladbe složenije i sofisticiranije od onih na prethodnom albumu, Goi, Rode, Goi!.

## Zasluge
| Arkona - Masha "Scream" – akustična gitara (na skladbi "Bol'no mne"), vokali, klavijature, tamburin, komuz, šamanski bubnjevi, šejker, zborski vokali, aranžman, inženjerica zvuka, miksanje, produkcija - Ruslan "Kniaz" – bas-gitara - Vlad "Artist" – bubnjevi - Sergey "Lazar" – recitacija (na skladbama 2 i 7), vokali (na skladbi "Nikogda"), gitara, balalajka, inženjer zvuka, miksanje, mastering, produkcija - Vladimir "Volk" – gaita gallega, Tin Whistle, Low Whistle, sopilka, žalejka, frula, hurdy gurdy Ostalo osoblje - Darya Ivanova – dirigentica orkestra - Alexandra Sidorova – dirigentica zbora - W. Smerdulak – dizajn - Stanislav "Mendor" Drozdov – fotografija - Kris Verwimp – ilustracije | Dodatni glazbenici - MGK Choir – zborski vokali - KGK Chamber Orchestra – orkestar - Pavel Lukoyanov – gusli (na skladbi "Vo moiom sadochke...") - Tatiana Narishkina – vokali (na skladbi "Zimushka") - Dariana Antipova – vokali (na skladbi "Zimushka") - Anna Kalinovskaya – činele (na skladbama 2-5, 8 i 10) - Ilya "Wolfenhirt" – zborski vokali (na skladbi "Stenka na stenku") - Aleksandr "Shmel" – zborski vokali (na skladbi "Stenka na stenku") - Aleksandr Oleynikov – harmonika (na skladbi "Stenka na stenku") - Igor "Hurry" – harmonika (na skladbi "Leshiy") - Radimir – recitacija (na skladbi "Potomok") - Meri Tadić – violina (na skladbama 2, 7, 10 i 12) |